# Acrocercops chrysargyra
Acrocercops chrysargyra là một loài bướm đêm thuộc họ Gracillariidae. Loài này có ở Meghalaya, Ấn Độ. Nó được miêu tả bởi E. Meyrick năm 1908.